# 10822 Yasunori
10822 Yasunori eller 1993 SK1 är en asteroid i huvudbältet som upptäcktes den 16 september 1993 av de båda japanska astronomerna Kazuro Watanabe och Kin Endate vid Kitami-observatoriet. Den är uppkallad efter amatörastronomen Yasunori Harada.
Asteroiden har en diameter på ungefär 3 kilometer.